# アメリカン・パイ in ハレンチ課外授業
『アメリカン・パイ in ハレンチ課外授業』（ - イン ハレンチかがいじゅぎょう、原題: American Pie Presents: Beta House）は、2007年のアメリカ合衆国の映画。『アメリカン・パイ』フランチャイズの6作目であり、スピンオフシリーズとしては3作目にあたる。

## キャスト
- ジョン・ホワイト
- スティーヴ・タリー
- ジェイク・シーゲル
- ユージン・レヴィ
- メイガン・ヘファーン
- サラ・パワー
- ニック・ナック
- ジョーダン・プレンティス
- クリストファー・マクドナルド
- ジョナサン・ケルツ
- タイロン・サヴェージ
- クリスティーン・バーガー
- ダニエル・ペトロニエヴィッチ
- ヴァサンス・サランガ
- ブラッドフォード・アンダーソン